# Molière (cratère)
Pour les articles homonymes, voir Molière (homonymie).
Molière est un cratère d'impact présent sur la surface de Mercure. 
Le cratère fut ainsi nommé par l'Union astronomique internationale en 1976 en hommage au dramaturge français Molière. 
Son diamètre est de 139 km. Il se situe dans le quadrangle de Kuiper (quadrangle H-6) de Mercure. 